# Улица Кирова (Новокузнецк)
Улица Ки́рова — центральная (с 1990-х годов) улица города Новокузнецка.

## История
В 1933 году началась застройка улицы четырёхэтажными домами, имевшими такие новшества как наличие балконов, высокие потолки и ванные комнаты. Изначально улица не имела даже названия, был просто номер «3-3». Название официально появилось 27 января 1935 года, постановлением президиума Сталинского горсовета. В 1947 году был установлен памятник Кирову. Улица задумывалась как торговая и ещё до войны на ней стали строить универмаг, который был окончательно построен в 1956 году и являлся на тот момент самым большим магазином в Кемеровской области. Улица состоит из трёх частей: из «старой» от проспекта Курако до проспекта Металлургов, «средней» от Металлургов до Кузнецкстроевского проспекта, и «новой» от Кузнецкстроевского проспекта до Левого берега (пересечение с проспектом Дружбы), которая была сдана к 50-летию Новокузнецка в 1981 году. Проект современной части начался в 1960-х годах. В 1982 году на смотре архитектурных достижений его авторам была присуждена премия Госгражданстроя.

## Транспорт
Автобус по всей улице.
По всей улице проходит только маршрут № 26, остальные маршруты проходят на отдельных участках улицы:
- от Курако до Металлургов — № 55 (только в сторону Металлургов).
- от Металлургов до Универбыта — № 5, 55, 61 — только к Универбыту.
- от Универбыта до Левого берега — № 5, 21, 56, 58, 61.

Троллейбусная линия от перекрёстка Кирова и Металлургов до Левого берега.
- От Металлургов до Универбыта — № 3 (только в сторону Универбыта)
- От Универбыта до Тольятти — 1: № 3, № 6 — в сторону Тольятти, № 6а — в сторону Универбыта

Трамвайная линия на перекрёстке у Драмтеатра (№ 3, 12а), у Универбыта (№ 2,5,9) и у Левого берега (№ 2, 6, 8, 9, 12, 12а) (с проспектом Дружбы)
На участке от Универбыта до Левого берега — движение в 6 полос, подземные переходы у остановок Спортсмен, Музей, Цирк, Терсь, и двухсекционный переход у Левого берега, светофоры на пересечении Кирова и Тольятти.

## Известные здания
- Храм Петра и Февронии — дом 1
- Новокузнецкий Универмаг[2] — дом 20
- 9-этажный дом на Кирова — дом 21а
- Мемориал славы пограничников
- Сибирский государственный индустриальный университет — дом 42
- Гостиница Новокузнецкая — дом 49
- ансамбль из трёх 16-этажных домов — перед и между которыми три 5-этажных дома: Спортсмен (ныне Спортмастер), Дом книги (ныне Холди) и Новокузнецкий художественный музей[2]) — дома 50—64
- Стела "Город трудовой доблести" (Парк Жукова)
- Новокузнецкая администрация — дом 71
- Новокузнецкий государственный цирк[2] — дом 70
- Здание службы быта (ныне Главный офис Кузнецкбизнесбанка — дом 79
- Ресторан «Терсь» — дом 89
- Книжный магазин «Планета» — дом 94
- деревянные дома ВД30 — дом 100

## Объекты культурного наследия
- Дом жилой — ул. Кирова, 3;
- Дом жилой — ул. Кирова, 7;
- Дом-гигант — ул. Кирова, 25;
- Памятник «50 лет образования СССР»;
- Памятник «Побег из ада»;
- Памятник маршалу Г. К. Жукову;
- Памятник С. М. Кирову[2].